# Johannes Merz (Schauspieler)
Johannes Merz (* 9. Juni 1983) ist ein deutscher Schauspieler.

## Leben
Johannes Merz wuchs in der Nähe von Mannheim auf und absolvierte 2002 sein Abitur. Schon früh kam er zur Musik, sang in zahlreichen Chören und einem A-capella-Sextett, lernte Flöte, Saxophon, Gitarre. 2004 ging er zum Schauspielstudium an die Hochschule für Musik und Theater Rostock. 2007 erhielt Johannes Merz den Szenenpreis beim Treffen deutschsprachiger Schauspielschulen in Salzburg und den 1. Preis der HMT Rostock für das interdisziplinäre Projekt dobranoc, einen deutsch-polnischen Chanson- und Lyrikabend in eigener Regie. Nach Engagements am Volkstheater Rostock und dem Staatstheater Schwerin war er 2008 bis 2012 festes Ensemblemitglied am Theater Konstanz. Seit 2012 lebt und arbeitet Merz als freier Schauspieler und Sprecher in Hamburg.

## Werke und Rollen (Auswahl)

### Film
- 2008: Der Weg zum Urizon[4]

### Theater
Theater Lübeck
- Pinocchio (2015/16)
- Comedian Harmonists (2017)
- Neil Young – Journeys through Past and Future (2022)
- Cabaret (2025)

Theater Lüneburg
- Der Menschenfeind (2015)

Theater Kiel
- Romeo und Julia – das Musical (2014–16)
- Kiss me, Kate (2015)
- Die Räuber (2016)

Altonaer Theater
- Die Reifeprüfung (2014)
- Die Känguru-Chroniken (2016)
- Backbeat – Die Beatles in Hamburg (2016)

Staatsoper Hamburg
- USA: poetry on stage (2013)

Theater Konstanz
- Ein Sommernachtstraum
- Fühllosigkeit
- Die Stunde, da wir nichts voneinander wussten
- Das brennende Dorf
- Tartuffe
- Ruiniert
- Romeo und Julia
- In 80 Tagen um die Welt
- Othello
- Ein Bericht für eine Akademie
- Woyzeck
- Janis Joplin – Ein Stück Rock'n'Roll
- Tiefer gehen
- Michael Kohlhaas
- Best of Nibelungen
- Nkhata Bay – Inventing Parzival
- Macbeth
- Der Proceß
- Harold und Maude
- Heroes@home
- Z
- Hoppla, jetzt komm ich!
- Don Quijote
- Der Proceß
- Der Drache
- Die Dreigroschenoper
- Reisen in ferne Galaxien II und IV
- Ein Bericht für eine Akademie
- Der Schnitt

Inszenierungen
- Konstanz Identity (Theater Konstanz 2012)
- Wir sind Musketiere (Theater Konstanz 2010)
- dobranoc (In Eigenregie mit weiteren Studenten der HMT Rostock 2007)